# Geneva Open
Geneva Open – męski turniej tenisowy kategorii ATP Tour 250 zaliczany do cyklu ATP Tour. Rozgrywany na kortach ziemnych w szwajcarskiej Genewie od 2015 roku.
Turniej w Genewie zastąpił w kalendarzu rozgrywek ATP Tour zawody rozgrywane poprzednio w Düsseldorfie.

## Mecze finałowe

### Gra pojedyncza mężczyzn
| Rok  | Zwycięzca                                    | Finalista                                    | Wynik                                        |
| 2025 | Novak Đoković                                | Hubert Hurkacz                               | 5:7, 7:6(2), 7:6(2)                          |
| 2024 | Casper Ruud                                  | Tomáš Macháč                                 | 7:5, 6:3                                     |
| 2023 | Nicolás Jarry                                | Grigor Dimitrow                              | 7:6(1), 6:1                                  |
| 2022 | Casper Ruud                                  | João Sousa                                   | 7:6(3), 4:6, 7:6(1)                          |
| 2021 | Casper Ruud                                  | Denis Shapovalov                             | 7:6(6), 6:4                                  |
| 2020 | Turniej anulowano z powodu pandemii COVID-19 | Turniej anulowano z powodu pandemii COVID-19 | Turniej anulowano z powodu pandemii COVID-19 |
| 2019 | Alexander Zverev                             | Nicolás Jarry                                | 6:3, 3:6, 7:6(8)                             |
| 2018 | Márton Fucsovics                             | Peter Gojowczyk                              | 6:2, 6:2                                     |
| 2017 | Stan Wawrinka                                | Mischa Zverev                                | 4:6, 6:3, 6:3                                |
| 2016 | Stan Wawrinka                                | Marin Čilić                                  | 6:4, 7:6(11)                                 |
| 2015 | Thomaz Bellucci                              | João Sousa                                   | 7:6(4), 6:4                                  |

### Gra podwójna mężczyzn
| Rok  | Zwycięzcy                                    | Finaliści                                    | Wynik                                        |
| 2025 | Sadio Doumbia Fabien Reboul                  | Ariel Behar Joran Vliegen                    | 6:7(4), 6:4, 11-9                            |
| 2024 | Marcelo Arévalo Mate Pavić                   | Lloyd Glasspool Jean-Julien Rojer            | 7:6(2), 7:5                                  |
| 2023 | Jamie Murray Michael Venus                   | Marcel Granollers Horacio Zeballos           | 7:6(6), 7:6(3)                               |
| 2022 | Nikola Mektić Mate Pavić                     | Pablo Andújar Matwé Middelkoop               | 2:6, 6:2, 10–3                               |
| 2021 | John Peers Michael Venus                     | Simone Bolelli Máximo González               | 6:2, 7:5                                     |
| 2020 | Turniej anulowano z powodu pandemii COVID-19 | Turniej anulowano z powodu pandemii COVID-19 | Turniej anulowano z powodu pandemii COVID-19 |
| 2019 | Oliver Marach Mate Pavić                     | Matthew Ebden Robert Lindstedt               | 6:4, 6:4                                     |
| 2018 | Oliver Marach Mate Pavić                     | Ivan Dodig Rajeev Ram                        | 3:6, 7:6(3), 11–9                            |
| 2017 | Jean-Julien Rojer Horia Tecău                | Juan Sebastián Cabal Robert Farah            | 2:6, 7:6(9), 10–6                            |
| 2016 | Steve Johnson Sam Querrey                    | Raven Klaasen Rajeev Ram                     | 6:4, 6:1                                     |
| 2015 | Juan Sebastián Cabal Robert Farah            | Raven Klaasen Lu Yen-hsun                    | 7:5, 4:6, 10–7                               |